# Volta ao Alentejo 2008
La Volta ao Alentejo 2008, ventiseiesima edizione della corsa, si svolse dal 9 al 13 aprile su un percorso di 776 km ripartiti in 5 tappe, con partenza a Ferreira do Alentejo e arrivo a Évora. Fu vinta dallo spagnolo Héctor Guerra della Liberty Seguros davanti al suo connazionale David Blanco e al venezuelano Jackson Rodríguez.

## Tappe
| Tappa  | Data      | Percorso                                | km    | Vincitore di tappa | Leader cl. generale |
| ------ | --------- | --------------------------------------- | ----- | ------------------ | ------------------- |
| 1ª     | 9 aprile  | Ferreira do Alentejo > Odemira          | 209,3 | Jackson Rodríguez  | Jackson Rodríguez   |
| 2ª     | 10 aprile | Zambujeira do Mar > Ourique             | 173   | Manuel Cardoso     | Jackson Rodríguez   |
| 3ª     | 11 aprile | Nossa Senhora das Neves > Beja          | 31    | Héctor Guerra      | Héctor Guerra       |
| 4ª     | 12 aprile | Fluviário de Mora > Serra de São Mamede | 186   | Bruno Pires        | Héctor Guerra       |
| 5ª     | 13 aprile | Évora > Évora                           | 177,1 | Manuel Cardoso     | Héctor Guerra       |
| Totale | Totale    | Totale                                  | 776   |                    |                     |

## Dettagli delle tappe

### 1ª tappa
- 9 aprile: Ferreira do Alentejo > Odemira – 209,3 km

| Pos. | Corridore         | Squadra    | Tempo    |
| ---- | ----------------- | ---------- | -------- |
| 1    | Jackson Rodríguez | Diquigiov. | 5h24'17" |
| 2    | Celestino Pinho   | Barbot     | s.t.     |
| 3    | Luis Pinheiro     | Madeinox   | s.t.     |

| Pos. | Corridore         | Squadra    | Tempo    |
| ---- | ----------------- | ---------- | -------- |
| 1    | Jackson Rodríguez | Diquigiov. | 5h24'17" |
| 2    | Celestino Pinho   | Barbot     | s.t.     |
| 3    | Luis Pinheiro     | Madeinox   | s.t.     |

### 2ª tappa
- 10 aprile: Zambujeira do Mar > Ourique – 173 km

| Pos. | Corridore      | Squadra      | Tempo    |
| ---- | -------------- | ------------ | -------- |
| 1    | Manuel Cardoso | Liberty Seg. | 4h11'49" |
| 2    | Ángel Vicioso  | LA-MSS       | s.t.     |
| 3    | Martin Garrido | Palmeiras    | s.t.     |

| Pos. | Corridore         | Squadra    | Tempo    |
| ---- | ----------------- | ---------- | -------- |
| 1    | Jackson Rodríguez | Diquigiov. | 9h36'06" |
| 2    | Celestino Pinho   | Barbot     | s.t.     |
| 3    | Luis Pinheiro     | Madeinox   | s.t.     |

### 3ª tappa
- 11 aprile: Nossa Senhora das Neves > Beja – 31 km

| Pos. | Corridore     | Squadra      | Tempo  |
| ---- | ------------- | ------------ | ------ |
| 1    | Héctor Guerra | Liberty Seg. | 41'36" |
| 2    | David Blanco  | Palmeiras    | a 9"   |
| 3    | Tiago Machado | Madeinox     | a 34"  |

| Pos. | Corridore         | Squadra      | Tempo     |
| ---- | ----------------- | ------------ | --------- |
| 1    | Héctor Guerra     | Liberty Seg. | 10h21'39" |
| 2    | David Blanco      | Palmeiras    | a 9"      |
| 3    | Jackson Rodríguez | Diquigiov.   | a 20"     |

### 4ª tappa
- 12 aprile: Fluviário de Mora > Serra de São Mamede – 186 km

| Pos. | Corridore        | Squadra      | Tempo    |
| ---- | ---------------- | ------------ | -------- |
| 1    | Bruno Pires      | LA-MSS       | 4h43'49" |
| 2    | Alejandro Marque | Palmeiras    | a 23"    |
| 3    | Héctor Guerra    | Liberty Seg. | a 46"    |

| Pos. | Corridore         | Squadra      | Tempo     |
| ---- | ----------------- | ------------ | --------- |
| 1    | Héctor Guerra     | Liberty Seg. | 15h06'14" |
| 2    | David Blanco      | Palmeiras    | a 9"      |
| 3    | Jackson Rodríguez | Diquigiov.   | a 37"     |

### 5ª tappa
- 13 aprile: Évora > Évora – 177,1 km

| Pos. | Corridore         | Squadra      | Tempo    |
| ---- | ----------------- | ------------ | -------- |
| 1    | Manuel Cardoso    | Liberty Seg. | 4h21'03" |
| 2    | Francisco Ventoso | Andalucia    | s.t.     |
| 3    | Bruno Sancho      | Benfica      | s.t.     |

| Pos. | Corridore         | Squadra      | Tempo     |
| ---- | ----------------- | ------------ | --------- |
| 1    | Héctor Guerra     | Liberty Seg. | 19h27'17" |
| 2    | David Blanco      | Palmeiras    | a 9"      |
| 3    | Jackson Rodríguez | Diquigiov.   | a 37"     |

## Classifiche finali

### Classifica generale
| Pos. | Corridore          | Squadra      | Tempo     |
| ---- | ------------------ | ------------ | --------- |
| 1    | Héctor Guerra      | Liberty Seg. | 19h27'17" |
| 2    | David Blanco       | Palmeiras    | a 9"      |
| 3    | Jackson Rodríguez  | Diquigiov.   | a 37"     |
| 4    | Tiago Machado      | Madeinox     | a 39"     |
| 5    | Bruno Pires        | LA-MSS       | a 44"     |
| 6    | Ángel Vicioso      | LA-MSS       | a 1'08"   |
| 7    | Pedro Romero       | LA-MSS       | a 1'16"   |
| 8    | Alejandro Marque   | Palmeiras    | a 1'33"   |
| 9    | Celestino Pinho    | Barbot       | a 2'01"   |
| 10   | Francesco Bellotti | Barloworld   | a 2'11"   |